# Monoid
A matematikában az egységelemes félcsoportokat monoidoknak nevezzük. Részletesebben ez azt jelenti, hogy a monoid egy olyan struktúra, amelyben definiálva van egy kétváltozós, asszociatív, egységelemes művelet.

## Definíció
Legyen {\displaystyle (A;\cdot )} tetszőleges grupoid. Azt mondjuk, hogy {\displaystyle (A;\cdot )} monoid, ha 
- tetszőleges {\displaystyle a,b,c\in A} elemekre {\displaystyle a\cdot (b\cdot c)=(a\cdot b)\cdot c} teljesül, és
- létezik olyan {\displaystyle (e\in A)} elem, hogy tetszőleges {\displaystyle (a\in A)} esetén {\displaystyle a\cdot e=e\cdot a=a}.

## Példák
- A természetes számok halmaza az összeadás művelettel. Az egységelem a 0.
- A természetes számok halmaza az szorzás művelettel. Az egységelem az 1.
- Minden csoport egyben monoid is, és minden Abel-csoport egyben kommutatív monoid is.